# Segisaurus halli
Segisaurus halli es la única especie conocida del género extinto Segisaurus (nav. "lagarto del cañón Segi") es un género representado por una única especie de dinosaurio terópodo celofísido que vivió a principios del período Jurásico, hace aproximadamente 183 millones de años, en el Pliensbachiense, en lo que es hoy Norteamérica. En septiembre de 2005, el Journal of Vertebrate Paleontology publicó un reporte que reexamina los restos del Segisaurus. El autor concluye, que aunque inusual, el Segisaurus es un Coelophysidae. Haciendo referencia que el Segisaurus este relacionado probablemente con el Procompsognathus.

## Descripción

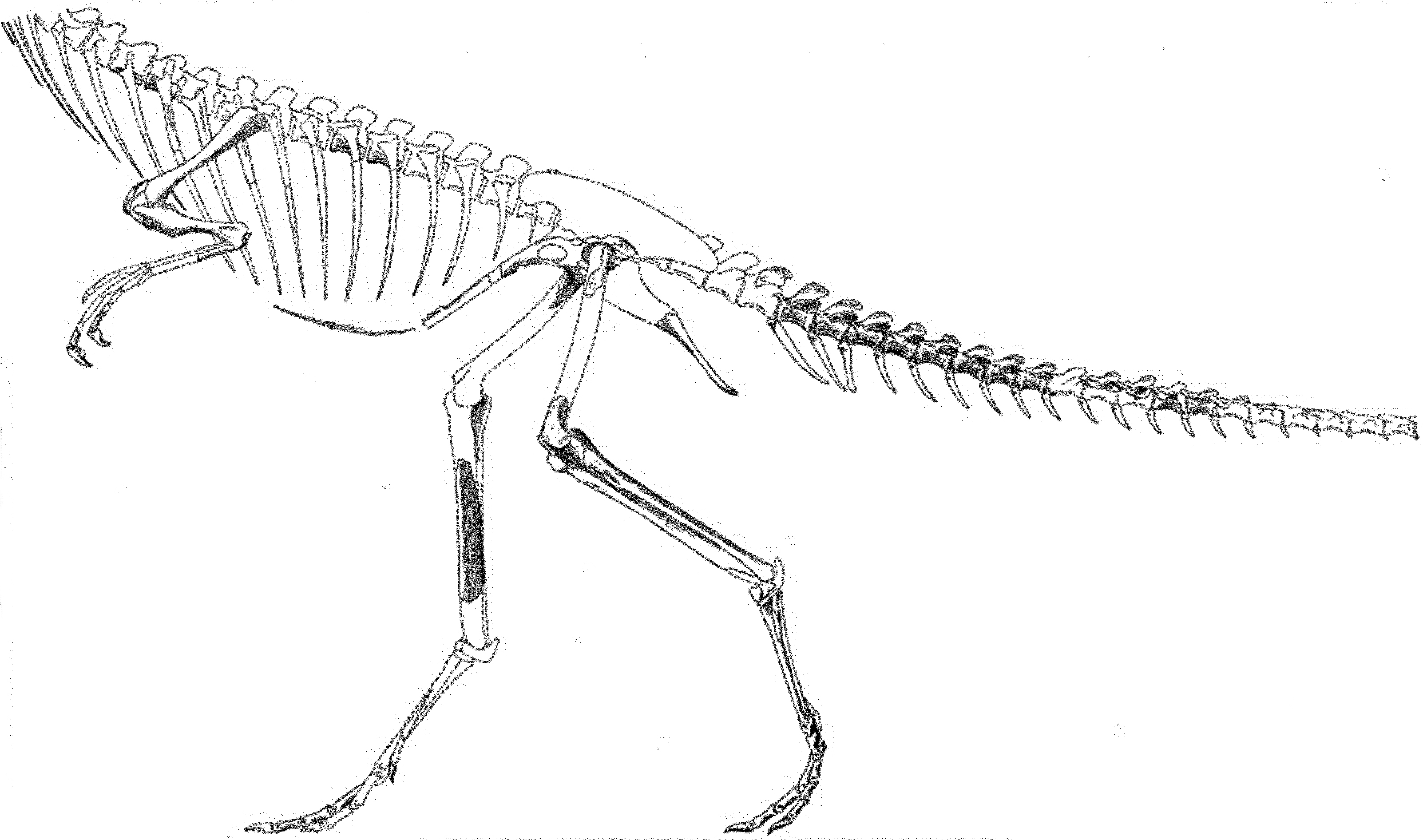
Restauración del holotipo de Segisaurus halli de 1936.

El único esqueleto fragmentario que se conoce, consiste en partes de los miembros, pelvis, y vértebras, pero no se ha localizado material craneal. Segisaurus parece estar emparentado con el mejor conocido dinosaurio, Coelophysis. Se distinguen sin embargo, que el Segisaurus posee huesos sólidos mientras que los del Coelophysis son huecos siendo más livianos. Esto hace considerar al Segisaurus como el primer celofísido de todos. Investigaciones posteriores de los restos de la pelvis en 2005 revela que el Segisaurus probablemente este más relacionado con el Procompsognathus. 
Por los escasos fósiles que se han encontrado de este dinosaurio no se sabe cómo es su verdadera apariencia, pero lo más probable es que sea carnívoro, armado con garras filosas y veloz como el Coelophysis. El Segisaurus fue un pequeño terópodo que medía 1 metro de longitud, 50 centímetros de altura y pesaba entre 4 y 7 kilogramos. Era ágil e insectívoro, aunque también puede haber robado carne. Con una estructura similar a la de las aves, con un cuello largo y flexible y un cuerpo delgado. Segisaurus poseía tres garras y poderosas patas, muy largas comparadas con el cuerpo. Al igual que las patas, Segisaurus  tenía cola y miembros anteriores largos. Estas características no son distintas a la de las aves, por lo que científicos argumentan que es en realidad una ave. Segisaurus está descrito por un único espécimen subadulto, por lo que el tamaño de su desarrollo pleno no es conocido. Extrañamente la clavícula ha sido encontrada, cosa que no se conoce en otros dinosaurios de esa época. Una interpretación den el campo especulativo, es que las costillas del cuello, similares a tablillas, apoyaron un patagio similar al del género de lagartijas voladoras Draco a lo largo del cuello, lo que ayudaría al animal a moverse rápidamente. Segisaurus es importante porque demuestra que la clavícula estaba presente primitivamente en los primeros terópodos.
Según Rauhut en 2003, Segisaurus se puede distinguir en función de las siguientes características, el centro dorsal no está muy constreñido ventralmente, la escápula es delgada,la diáfisis humeral tiene una torsión más fuerte aproximadamentre 50 grados que la de Coelophysis, la cresta deltopectoral humeral es rectangular y además Carrano y colegas en 2005 agregaron la presencia de una gran fenestra isquiática

## Descubrimiento e investigación

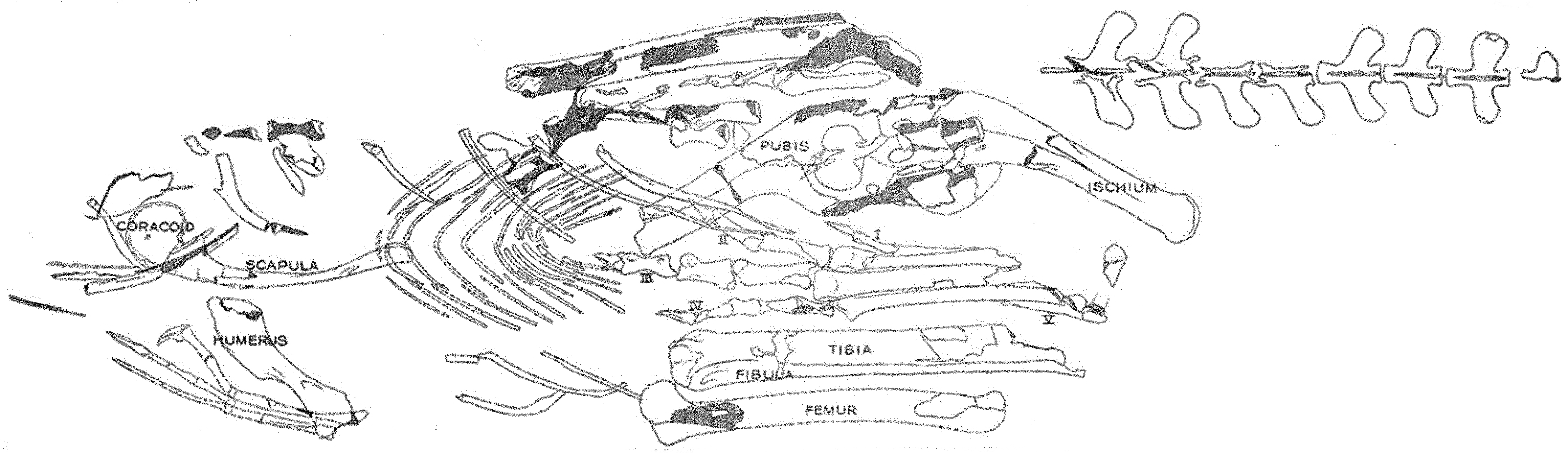
Ilustración del holotipo de Segisaurus halli mostrado como fue encontrado.

Este espécimen fue hallado en 1933 en estratos del Jurásico Inferior, en la Formación Navajo en el Cañón Tsegi, Arizona, Estados Unidos. Fue descrito luego, en 1936 por el paleontólogo Charles Lewis Camp. El primer descubrimiento del Segisaurus fue hecho por Max Littlesalt, una nativa navajo dentro del cañón Tsegi. Luego del descubrimiento de los restos, Littlesalt llevó a los paleontólogos al punto exacto. El espécimen fue encontrado en arenisca calcárea, que fue depositada durante las etapas Pliensbachiense al Toarciense del Jurásico, hace aproximadamente 190 a 174 millones de años. Segisaurus se describe a partir del único espécimen jamás encontrado, el holotipo UCMP 32101, que era un subadulto. Es posible que nunca se conozca el tamaño completo de Segisaurus como adulto. Luego del primer hallazgo no se conocen otros especímenes de Segisaurus. Después de la descripción preliminar de  Charles Lewis Camp, el holotipo fue relativamente ignorado por más de medio siglo. Los estudios que se realizaron durante esta época, solo resaltaron sus sólidos huesos y la presencia de clavículas. De acuerdo con reportes actuales, Segisaurus  es vital en la comprensión de evolución de los primeros terópodos. Cuando el espécimen de Segisaurus fue descubierto, Camp lo encontró en posición de empollar, cosa que se ha visto en otros dinosaurios relacionándolo con dormir o protegiéndose de tormentas de arena, y el hecho de que fuera encontrado en una roca de arenisca apoya esta teoría. El holotipo Segisaurus se encontró en un lecho de arenisca, lo que sugiere que el dinosaurio había sido enterrado en una capa de arena y murió. Esto sigue siendo solo una hipótesis, ya que no se descubrieron materiales de nido o madriguera con el espécimen. Las características geológicas de la formación de arenisca Navajo sugieren que este género vivía en un entorno que se asemeja a las dunas de arena modernas.

## Clasificación

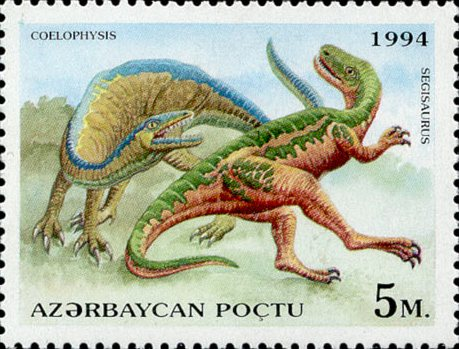
Sello postal de Azerbaiyán de un Segisaurus y un coelophysis.

Segisaurus fue descrito en 1936 por el paleontólogo Charles Lewis Camp, basándose en el espécimen UCMP 32101, un esqueleto fósil fragmentario que constaba de partes de las extremidades, la pelvis y las vértebras . No se recuperó material craneal. Segisaurus fue relativamente ignorado durante el próximo medio siglo. Cuando se examinó el ejemplar durante este período, todos los que lo vieron comentaron la presencia de clavículas y los huesos aparentemente "sólidos" que tenía el dinosaurio. Segisaurus parecía estar estrechamente relacionado con el Coelophysis más conocido , pero a diferencia de los huesos huecos de Coelophysis , Segisaurus tenía huesos sólidos. Esto hizo que algunos científicos se preguntaran si Segisaurus era un terópodo. En 2005, un nuevo examen del holotipo Segisaurus reveló que, contrariamente a los informes, de hecho tenía huesos huecos. En este estudio, Carano et al. encontró que aunque era muy inusual, Segisaurus era firmemente un celofisoide , y probablemente un pariente cercano de Procompsognathus.